# Der Briefwechsel
Der Briefwechsel (Originaltitel: The Letter Room) ist ein US-amerikanischer Kurzfilm aus dem Jahr 2020. Regie führte Elvira Lind, die auch das Drehbuch schrieb. Die Hauptrollen übernahmen Oscar Isaac und Alia Shawkat.

## Handlung
Richard arbeitet als Aufseher in einem Gefängnis. Er wird in die Postabteilung versetzt, hier muss er alle eingehenden und ausgehenden Briefe lesen und einscannen. Der auf seine Hinrichtung wartende Chris bekommt regelmäßig Briefe von seiner Freundin Rosita, die in einem Brief ihren Selbstmord ankündigt, sollte Chris hingerichtet werden. Richard besucht Rosita daraufhin und stellt fest, dass sie einen neuen Freund hat und außerdem schwanger ist.
Sie erzählt Richard, dass sie Chris mit ihren Briefen trösten will und sie sich nach dem gemeinsam Tod wieder vereinen können. Jackson, der auch im Todestrakt einsitzt, wartet sehnsüchtig auf Post seiner Tochter, die ihm schon seit langer Zeit nicht mehr geschrieben hat, daher schreibt Richard ihm einen Brief, in dem er vortäuscht, der Brief wäre von Jacksons Tochter.

## Veröffentlichung
Seine Weltpremiere feierte der Film auf dem HollyShorts Film Festival im November 2020.

## Rezeption

### Kritik
Collin Souter  von RogerEbert.com meint unter anderem: „Autorin/Regisseurin Elvira Lind hat eine wunderschön gespielte Charakterstudie geschaffen, die beim Zuschauer einen Eindruck hinterlässt.“

### Auszeichnungen
HollyShorts Film Festival
- Nominierung: Official Selection[1]

Tribeca Film Festival
- Nominierung: Best Short Film[3]

Palm Springs International ShortFest
- Nominierung: Best Short Film[4]

Oscarverleihung 2021
- Nominierung: Best Live Action Short[5]